# 清末新政
清末新政（臺灣称庚子後新政，香港称晚清改革，日本称光绪新政），发生于清朝末年，是1900年庚子拳亂引發八國聯軍之役後，清朝的实际最高统治者慈禧太后見清軍、拳民无法有效抵御西方現代化軍隊，為變革圖強而展開的第三波政治經濟改革，这是中國數千年君主专制统治史中的最後一場革新。新政始于1901年，涉及文化、经济、教育、军事、外交和政治等多方面，1912年，因清政府被辛亥革命推翻而结束。

## 政治
1901年4月，清廷成立督辦政務處，就全面改革作整體規劃，任榮祿、慶親王及李鴻章為主管，張之洞及劉坤一為協同辦理；張劉二人聯名三次上奏《江楚会奏变法三折》，定出改革方向，學習日本，推行君主立憲制。

### 五大臣出洋考察
1904年1月19日，云贵总督丁振铎與云南巡抚林绍年连电朝廷变法。7月初，两江总督周馥奏请实行“立法、行法、执法”三权分立和地方自治的立宪政体。两广总督岑春煊奏请：“欲图自强，必先变法；欲变法，必先改革政体。为今之计，惟有举行立宪，方可救亡。”
1905年7月2日，直隶总督袁世凯联合周馥和湖广总督张之洞电奏实行立宪政体，以12年为期；并奏请简派亲贵大臣分赴各国考察政治。7月，湖南巡抚端方入朝召见，领受闽浙总督一职时，又反复建议实行立宪。
1905年9月24日，慈禧太后詔定考察政治大臣五人：特派奉恩鎮國公載澤、戶部侍郎戴鴻慈、兵部侍郎徐世昌、湖南巡撫端方、商部右丞紹英出使西洋。在正阳门车站遭受革命黨人吳樾放炸彈行刺，被迫延期（由孫中山率領的革命黨反對清政府「君主立憲」，認為清政府是以立憲之名行專制之實，一旦立憲之後，君主世襲即成為憲法規範之中，則建立共和政體的計劃將更艱難）。
11月25日，朝廷设立专门政治体制改革机构“考察政治馆”，研究各国宪政，提供宪政改革的咨询。:6112月7日，考察团第一组戴鸿慈和端方出发，第一站即美國，由美國總統狄奧多·羅斯福接見。
1906年1月14日，载泽率领考察团第二组出发，徐世昌、绍英伤情未癒，由李盛铎、尚其亨替代。1906年夏秋之際，考察团先后回国后进呈了一份主張「强国必须宪政」的考察报告，编成《列国政要》133卷及《欧美政治要义》18章。该报告由随员熊希龄执笔，参考了流亡东京的梁启超和杨度所写的宪政研究资料。载泽和端方拥护宪政的态度发挥了比较重要的作用。载泽于1908年夏出版《考察政治日记》。
1906年9月1日，慈禧太后下诏颁布预备仿行立宪。:364:2988同年秋季，戴鸿慈发表了《出使九国日记》。1907年，奕劻奏请考察政治馆改为宪政编查馆并取得成功，:90奕劻兼任宪政编查馆大臣，馆员中有沈家本、杨度。奕劻对立法工作给予支持。同年成立资政院筹备处，命溥伦、孙家鼐为资政院总裁。
1907年，张謇、汤寿潜等人在上海成立预备立宪公会，:22-23之后各地立宪公会纷纷建立。
1908年8月，颁布《钦定宪法大纲》和《逐年籌備事宜清單》及「臣民權利義務」、「議院法要領」、「選舉法要領」等三個附錄，規定第二年即舉行地方諮議局和中央資政院選舉，計劃以九年時間籌備憲法。整份憲法大綱有濃厚君權色彩，但基本上確立了三權分立的原則，並規定臣民有言論、著作、出版、集會、結社、擁有財產、選舉和被選舉議員等的權利。同時清廷亦放寬了對報刊及政黨的限制。
溥儀繼位后， 加快立憲的進程。1909年（宣統元年），各省咨议局选举，亦举行了资政院选举。1910年（宣統二年九月初一日），资政院举行第一次开院礼。
1911年5月，載灃任命奕劻為內閣總理大臣，籌組新內閣慶親王內閣。:54:269新內閣部院首長共有13名成員，其中滿人8名、漢人4名、蒙古人1名，8名滿人當中有6人為宗室、1人為覺羅，被當時的革命黨及立憲派諷刺稱為「皇族內閣」。此內閣使時人認識到清政府對立憲一事並無誠意，因而轉而支持革命黨。

### 中央行政改革
1906年，清政府宣示「仿行憲政」次日，即頒布改革官制的上諭，著派載澤、世續、那桐、榮慶、鐵良、戴鴻慈及袁世凱共同制定中央官制方案。
裁撤各部書吏，令各部員司親自辦理部務；令各省府州縣，盡行裁汰蠹吏；下令永遠停止捐納實官。總之，罷免了中央和地方政權機構中一些冗員，裁撤了一些閒散、重疊的政府機構。
1906年9月，朝廷下詔訂定新中央官制，改六部為十一部；初仍保留內閣及軍機處，改大理寺為大理院，又設立資政院及審計院。
外交上，总理各国事务衙门更名外务部，班列各部上。

#### 新政时期历任军机大臣一览
| 时间                 | 军机大臣                                                         |
| -------------------- | ---------------------------------------------------------------- |
| 光绪二十七年（1901） | 礼亲王世铎、荣禄、王文韶、鹿传霖、瞿鸿禨                         |
| 光绪二十八年（1902） | 荣禄、王文韶、鹿传霖、瞿鸿禨                                     |
| 光绪二十九年（1903） | 荣禄、王文韶、鹿传霖、瞿鸿禨、庆亲王奕劻、荣庆                   |
| 光绪三十年（1904）   | 庆亲王奕劻、王文韶、鹿传霖、瞿鸿禨、荣庆                         |
| 光绪三十一年（1905） | 庆亲王奕劻、王文韶、鹿传霖、瞿鸿禨、荣庆、徐世昌、铁良           |
| 光绪三十二年（1906） | 庆亲王奕劻、鹿传霖、瞿鸿禨、荣庆、铁良、徐世昌、世续、林绍年     |
| 光绪三十三年（1907） | 庆亲王奕劻、瞿鸿禨、林绍年、鹿传霖、醇亲王载沣、张之洞、袁世凯   |
| 光绪三十四年（1908） | 庆亲王奕劻、醇亲王载沣、世续、张之洞、鹿传霖、袁世凯、那桐       |
| 宣统元年（1909）     | 庆亲王奕劻、世续、张之洞、那桐、鹿传霖、戴鸿慈                   |
| 宣统二年（1910）     | 庆亲王奕劻、世续、那桐、鹿传霖、戴鸿慈、吴郁生、贝勒毓朗、徐世昌 |

### 地方行政改革

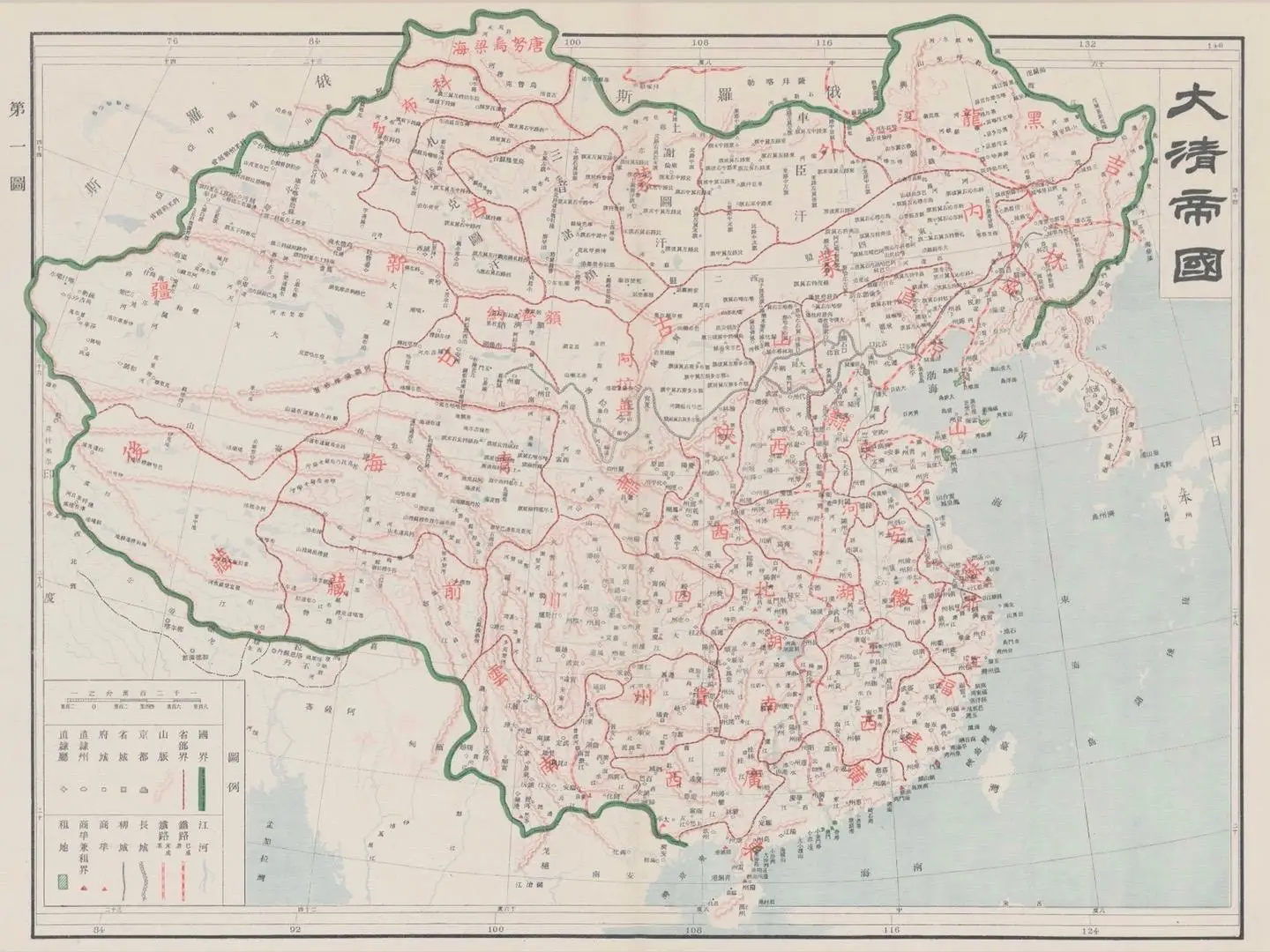
光绪三十一年（1905年）清朝官方全國地图

1902年，山西巡撫趙爾巽建議重整保甲制度等地方行政改革，包括成立警察及擴大地方組織職能。
1905年，朝廷諭令釐定縣級以下行政官制。
1907年，頒布外官制，削減督撫財權及軍權；民政部統領全國巡警道。

### 地方自治措施
清政府实行地方自治等活动，使地方督抚不仅需要像过去一样听命于中央，而且还要安抚地方士绅，照顾地方利益。地方督抚在太平天国起义后，因军事需要，权力日渐增大。1900年前后，湖广总督张之洞、两江总督刘坤一、兩廣總督李鴻章、閩浙總督許應騤、四川总督奎俊、山东巡抚袁世凯参加东南互保，更显地方督抚力量。他们在军政、民政、财政、外交等享有巨大权力，对中央有相当自主性。
而地方绅士中，岑春煊、端方、孙宝琦、肃亲王善耆等人支持并推动立宪，而铁良、瞿鸿禨、文海等则对快速推进立宪有保留。
1906年，袁世凱已於天津成立地方的「自治研究所」及天津縣議事會。
1908年，清廷亦開始籌備，設立城鎮鄉以至廳州縣各級自治研究所，並擬定《各省諮議局章程》，定於1914年完成。各省諮議局職能由初議的僅有向督撫提供意見、參與立法、評斷下級自治會糾紛、接受民間請願提升至有權質詢督撫之施政，及議請更正；督撫如無異議必須施行諮議局議案、以及議員有言論免責權。諮議局選舉主要由士紳參與，由選民選出選舉人再選出議員，而選舉權及被選權有財產、學歷、資望出身及年齡等限制，有利士紳力量之集結，其民主性並不充分，不過，在1910年，各省諮議局聯合十數省督撫向中央政府施壓，迫使北京提早立憲及召開國會，是为速开国会请愿活动；諮議局亦有與中央政府就鐵路國有化政策問題為民請命、進行抗爭，是为保路运动。

### 督办政务处
为施行“新政”而设置的中央办事机构。1901年（光绪二十七年）4月成立，担任督办政务大臣的有荣禄、奕劻、李鸿章、昆冈、王文韶、鹿传霖、瞿鸿禨等人，下设提调二人，章京若干人。封疆大吏刘坤一、张之洞、袁世凯等人为参预。
督办政务处负责接受各地官吏章疏，起草“新政”的各项改革措施，1906年后易名为会议政务处。1911年（宣统三年）后撤銷。

### 建立司法、立法、责任内阁制
慶親王內閣成立於宣統三年四月初十（1911年5月18日），結束於同年的九月十一（11月1日）。是中國歷史上第一個內閣，由慶親王奕劻組閣。由於慶親王內閣為中國歷史上之始創，所以清政府宣稱為慎重起見，未實行新內閣官制，僅是根據內閣辦事暫行章程成立。而軍事上的所有問題也不由內閣總理大臣負責，而是由軍諮府大臣載濤負責。
袁世凱內閣是大清帝國於1911年11月16日成立的以袁世凱為總理大臣的漢人為主的內閣。次年二月清帝遜位，內閣解散。

## 經濟

### 財政整頓
1906年，度支部頒布《清理財政明定辦法六項》，負責統一各中央地方衙門收支、統籌外債借還、考核各省銀號，以及規定對各省越時造報財政之懲處。

### 稅制改革
由度支大臣載澤兼任督辦鹽政大臣，統理全國鹽政行政用人之權履行，並在1902年之《中英商約》中商討有關免厘加稅之條款。而在現代財政預算的組成上，1907年福州道御史趙炳麟奏請中央制定全國預算。最終，清廷於1910年首次編制第一次全國預算。

### 幣制改革
在1910年頒布《國幣則例》二十四條，劃一銀幣及銅幣之重量和成色，但由於當時市面流通之舊幣總值達十五億以上，回收的財政費用已是政府難以承擔，最終清廷需要於1911年4月15日向美英法德四國財團貸款一千萬英鎊，以推行有關幣制改革。

### 鐵路發展
1900-1905年間鐵路總體發展為三千二百哩。唯除全长201公里的京张铁路为本国修建外，其余铁路均为外国持有部分股權下所修建。

### 鼓勵工業
清末中国实业不断发展，除大批官办工商业外，国家经济政策有一定自由，振兴实业，私有工商业兴盛，公私两界出现张謇、盛宣怀等大批工商界鉅子。此外，清朝鐵路運輸不断发展新铁路。新式通讯设施、交通设施及邮政等也创新局面。这些新兴工商业及基础设施较少，中国广大地方仍没有摆脱旧有农业、手工业为主的经济模式。1906年，成立農工商部，鼓勵人民發展農業、工業。

## 司法
1902年5月，清政府派刑部左侍郎沈家本、出使美国大臣伍廷芳修订法律。1903年，清政府设修订法律馆，命沈、伍二人为修订法律大臣，掌管修订各项法律。这一时期，法政学堂在各地建立，以培养法律人才。中国出现首批现代意义上的法官。

### 删改《大清刑律》
1902年，清政府派沈家本、伍廷芳修订法律，二人工作从删改《大清律例》入手。1910年，《大清律例》改定为《大清现行刑律》，并作为过渡性刑律颁布实施。相较旧法，新律例取消了原来按六部名称而分的六律总目，将旧律中的继承、分产、婚姻、田宅、钱债等民事条款划出，不再科刑；同时更换了处刑措施，引入资本主义国家的主刑与从刑制度，将笞、杖、徒、流、死刑修改为死刑、徒刑、流刑、拘留、罚金，从刑有“褫夺公权”与没收。此外，这部刑律还将死刑的执行办法规定为“仅用绞刑一种”，删除凌迟、梟首等酷刑。罪名法定主义、缓刑（犹豫制定）和假释制度等近代法律制度也在这部刑律中得到体现。修订法律馆还于1908年完成《大清新刑律》，预定1913年实施。这部刑律还取消了連坐法，推行了西方的個人責任制。

### 司法独立
在中世纪的中国，政刑之权“从于一人之身”，上自皇帝，下至州县长官莫不如是。沈家本根据资本主义国家三权分立的原则，力主司法独立。他认为：“东西各国宪政之萌芽，俱本于司法独立”。因此，他主导制定《各级审判厅试办章程》与《法院编制法》，推动了司法、行政两权分立，创建了大理院、高等审判厅、地方审判厅和初级审判厅，实行四级三审制。在每级审判厅设有相应的检察厅，两者专司审判，俱受法部监督。

### “诸法分离”
自古以来，中国的法典具有“民刑不分、诸法合体”、民商不分、实体法与程序法无异的特征。沈家本主张改革这种法律结构，认为民商及诉讼等法律应当“钦遵明谕特别编纂”。在这样的背景下，1909年和1910年，农工商部根据各商会编制的商律调查案，分别起草完成两部《大清商律草案》。修订法律馆也于1911年起草完成《大清民律草案》《刑事诉讼律草案》和《民事诉讼草案》等部门法和单行法规，改革了“诸法合体”的法律传统。

## 文教

### 改革及停試科舉
1901年6月3日，張之洞請降旨改革科舉，同年7月26日，張與同兩江總督劉坤一會奏改革文科及罷廢武科；並提倡興辦西學學校，以在十年內三科漸次取締科舉。同年8月29日，清廷下詔自1902年開始，按張之洞於之建議改革文科及罷廢武科。
改革後，文科頭場試中國政治史事論五篇，第二場試各國政治藝學策五道，第三場試四書義兩篇及五經義一篇，且不准用八股文，亦不可以書法定高下。
次年3月13日，袁世凱及張之洞再上奏請遞減科舉名額，其中说：
其患之深切著明，足以为学校之的而阻碍者，实莫甚于科举……科举一日不废，即学校一日不能大兴；将士子永远无实在之学问，国家永远无救时之人才；中国永远不能进于富强，即永远不能争衡于各国。
在这样的社会舆论压力下，1904年1月13日，清政府承诺按十年三科內減盡科舉，以回應張之洞及袁世凱的建議。1905年9月2日，日俄戰爭結果促使直隸總督袁世凱、盛京將軍趙爾巽、湖廣總督張之洞、兩江總督周馥、兩廣總督岑春煊及湖南巡撫端方六人上奏廢科舉，朝廷從議，下詔宣布“自丙午科（1906年）為始，所有鄉會試一律停止。各省歲科考試亦即停止”，科舉制度被廢除。

### 興辦學校
1902年8月，清政府頒布中國近代以來首個由中央政府頒布但未有正式施行的統一學制系統《欽定學堂章程》（又稱「壬寅學制」），較全面地建立了近代化的教育體系。1904年1月，清政府頒布《奏定學堂章程》（又稱「癸卯學制」），這是中國近代以來首個由中央政府頒布並督導施行的全國性法定學制系統。此後，西式學堂大規模創辦起來。
在五年的蒙養院（幼兒園）及八年的小學堂教育中，學生必修經史、文學、算術、地理、體操，選讀手工、圖畫；而在五年中學堂教育中，則必修經史、文學、算術、地理、體操、外文、物理、化學、圖畫，選讀法制、理財；三年的高等學堂教育，分目則分作政科和藝科，政科科目有論理、經學、算學、地理、外文、物理、法學、理財，藝科科目則有倫理、中外歷史、算學、物理、化學、動植學、地質、礦產、圖畫、體操。最後在大學教育中，學生則可分科主修政治、文學、商務、農業、格致（物理）、工藝、醫術及經學。

### 留學生計劃
1903年10月，清政府頒佈《獎勵遊學畢業生章程》，規定凡中國留日學生在日本普通中學5年畢業，得優等文憑者，給予拔貢出身；在日本文部省直轄之各高等院校及程度相當的各項實業學校3年畢業，得優等文憑者，給予舉人出身；在大學專科某科或數科，畢業後有選科或普通畢業文憑者，給予進士出身；在國立大學及程度相當的官立學堂中3年畢業，得學士文憑者，給予翰林出身；5年畢業，得博士文憑者，除給予翰林出身外，這給予翰林升階。最初，在洋務運動期間的留學生計劃大都留學英美法等國家，不過，由於庚子賠款後政府財政緊絀，結果清末改革中的留學生計劃大都留學日本。至1907年，留日學生總數達一萬五千人。

## 軍事

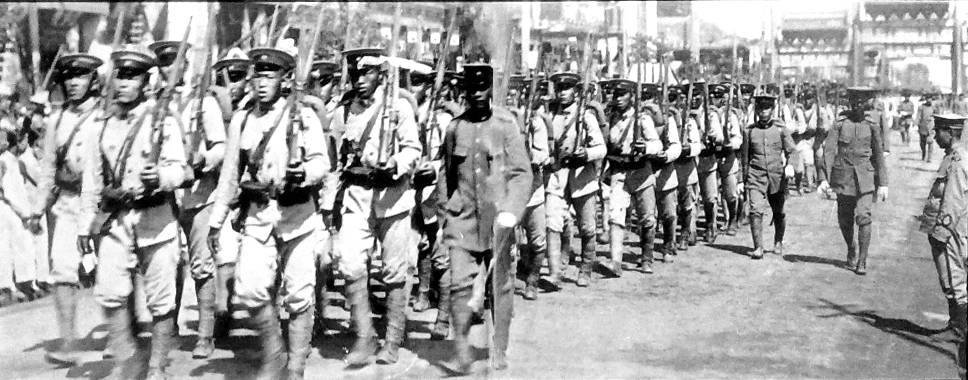
清末新军部队

### 軍官訓練
清廷在1901年廢除武舉考試；1903年設中央練兵處統籌全國軍隊訓練，禁止各省自練軍隊，並訂定軍官訓練制度：由三年各省的初級軍事學堂晉升至全國共有四所的國立陸軍中學堂進修兩年，再前往部隊見習半年，最後晉升至陸軍高等學堂；學堂的教習以日人為主。

### 軍械
1901年，因團亂後列強禁止中國輸入外國兵器(2年軍火禁運)，清廷乃設立漢陽、上海及廣州三大兵工廠，至1910年其生产已可供應全國所需之山砲、彈藥、連發來福槍及機關槍。

### 陸軍
1905年，改北洋六鎮為新建陸軍，江蘇所練自強軍由直隸總督袁世凱統領，袁之北洋西鎮由陸軍部統管；中央設軍咨處，由皇族毓朗及載濤管理。年二十至廿五的青年須服正規役三年及預備役兩年；清廷原計劃在十年內建立三十六鎮約五十萬正規軍（一萬二千五百人一鎮）由陸軍部轄下之參謀部統領；後改為1912年完成，但直至1911年只編成14鎮及20旅約十九萬人。在新徵兵制取代舊有綠營世襲制下，軍隊待遇亦有所提升。

### 海軍
1902年，北洋水師幫統薩鎮冰提出復興海軍方法四點：第一：派海軍士官留學日本、第二：於江陰設水師學堂、第三：以馬尾船廠為修艦基地、第四：於煙台及福州設海軍鎮守府，而於1908年陸軍部提調姚錫光提出《籌海軍芻議》，按「急就」及「分年」兩法重建海軍，所謂「急就」，即將現有南洋、北洋、湖廣艦隊共二十八艦合編為巡洋及巡江艦隊，配合其他軍港、機廠及編訂全年經費預算等措施，合共開支五十萬兩，以應付甲午後海防空洞的當下所需；而所謂「分年」，即希望在十多年內，購置十八至三十艘戰艦，建造船塢、軍港及培訓人才，合共開支為七千七百萬兩至一億九千萬兩，以復當年北洋艦隊之盛況。於是在1908年直隸總督兼北洋大臣楊士驤命嚴復草擬振興海軍計劃，分為五個重點，包括：購置輕型艦隻；重整水師學堂以培育人才；集中重建一處軍港以防禦歐美、監控澎台；加強海軍的規劃及體制，以強化訓練、部署及統籌；以「分期籌款」及「各省分擔」的方法解決經費問題，清廷更於1909年設「籌辦海軍事務處」，由肅親王善耆、陸軍部尚書鐵良、提督薩鎮冰及慶親王奕劻主管，於1910年籌辦海軍事務處更進化為海軍部，令海軍事務更為專門獨立，並由中央直接統籌，可見海軍事務的受重視程度。

## 結果
改革初期只有三項得到貫徹，即廢除舊科舉制度、建立新式學堂以及派遣學生出國留學。這是由於戊戌政變之後，許多致力於改革的人或被處決，或被迫逃亡國外，能留下來進行改革的人很少。而許多執行改革的人又無誠意，甚至把改革當成是難以避免的一種禍害。事實上，改革的目的是挽救滿清的政權和滿族的政治地位；改革的內容使滿、漢矛盾日益擴大(新政在外蒙古被強烈反對，引起台吉和喇嘛商討獨立)。
推行新教育制度，廢科舉八股文，使大量的士大夫階層敵視政府。新式現代學校引進西方知識給年輕一代，他們受到西方的自由、民主思想所薰陶。海外的留學生，特別是在日本的情況更是嚴重。他們組織或加入革命團體，並且認為要救中國，必須打倒滿清；知識份子對滿清政權之離心，對清政府是極之危險的。
改革及現代化計劃需要大量經費，但由於清廷於義和團事件後，須向外國支付巨額賠款，加上生產力、經濟落後於新興帝國主義國家、同時支應20世紀初的自然災害（如黃河泛濫、蝗蟲）、外國的經濟侵略，使清廷沒有充足的資金推行現代化的計劃，自上而下的改革成果有限。另外改革也帶來新問題，不少地方官藉舉辦新式企業的機會貪污；改總理衙門為外務部，權能變革小；商部頒佈有關鐵路、礦務章程，將一部分條約內容法律化，也剝奪各省地方鄉紳權貴之利益，產生不滿。結果清廷舉全國之力辦練新軍，反而造就了以袁世凱為主的新興軍閥，成為晚清政府真正有實力之領袖。
廢科舉、興學堂及派學生留學三事影響深遠。1905年至1906年，官費及自費留學日本者多達八千餘人，對於立憲及革命運動均有極大影響。南方新軍的年輕軍官，或留學日本，或畢業於各省武備學堂，多抱革命思想。新政的推行，卻加速了清政府的崩潰。
1906年，五大臣考察歐美各國憲改回國，建議「目前規劃未備，民智未開，故廓清積弊，明定責成，乃從官制入手。」立憲要「大權操諸朝廷」，「必從官制入手」，換言之，這個憲法之頒佈須待完成一定程度之改革，並提升人民民主素養（近似「訓政」概念），並重定中央及地方官制，進一步將政治及軍權收歸中央。此外，清廷又派載澤、奕劻、袁世凱早日編纂官制，指出當時督撫權力過大，謂「循此不變，則唐之藩鎮，將復見於今日。」
改革必須漸進，為求國家行政穩定，無法一舉剷除舊官僚體制，行憲也要視進步情形而定。同時清政府中央認為晚清內憂外患係因為皇權不彰，改革多受地方掣肘，因此需要削奪各省督撫（漢人為主）的軍政大權，重新實行中央集權至康雍乾時期的水平。於是在1906年九月改組部院大臣後，仍保留軍機處，新官制之要員，其時滿洲旗人佔7人，漢佔4人，蒙古佔2人（武昌起義爆發後倉促改為滿4人漢8人蒙1人），十一部尚書中的溥興、壽耆、載振、溥良為宗室。
1908年，「政聞社」參加上海「預備立憲公會」所發起的簽名請願速開國會，並請慈禧歸政，改大清國號為中華國，清廷乃指「政聞社」內多悖逆要犯（指戊戌黨），予以封禁，從此康、梁一派在海外勢力減弱，立憲運動就轉移到國內，以1906年在上海成立的預備立憲公會為中心。第一次在海外發起的是在1907年秋，曾任日本留學生會館總幹事的楊度，率領東京 「憲政公會」的數十位會員進行請願，惜無結果。第二次在1908年夏，康有為主持帝國憲政會，以海外200埠僑民的名義上書請願，要求速開國會，亦無成績。
是年，清廷頒佈《欽定憲法大綱》，賦予君主比日本天皇更多權力（其中規定君主有欽定頒行法律、發交議院、設官制祿、黜涉百司、統帥海陸軍、編定軍制、對外宣戰講和訂立條約及遣派使臣與認許使之權;皇室經費由君主制定常額，自國庫提支，議院不得置議）並宣佈以9年為期，預備立憲。
國內的第一次請願，在1908年秋發生，上海的「預備立憲公會」發起，參加請願約有由東京邁上海的「政聞社」，成立於東京而在湖南設分會的「憲政公會」，湖北的「憲政籌備會」，廣東的「粵商自治會」，及多省的代表，簽名由都察院代奏，清廷旋即發佈八年後公佈憲法以答覆之。1909年各省設諮議局，以為省議會的預備，不少憲政人士被選入局，其時江蘇諮議局議長張審，發動了日後全國性三次大請願，他所領導的 「預備立憲公會」，自1906年後即成為國內憲政運動之中心。
在1908年11月，光緒帝及慈禧太后於兩日內先後去世，由二歲溥儀繼位，並以溥儀父載灃（光緒之弟）監國。載灃為進一步加強皇族中央集權，以袁世凱患足疾為藉口，罷斥袁世凱回籍養荷。
國內第二次請願發生在1909年秋，各省代表到京後，組織 「請願速開國會同志會」，一方面將請願書交都察院進呈；一方面游說各軍機大臣及各部尚書；該等政府要員私下也有同意憲政之施行，但清廷於1910年1月30日，諭令不准，仍維持九年預備立憲的原意。
國內第三次請願的代表，把原有 「請願速開國會同志會」，改為 「請願即開國會同志會」，為了擴大聲勢，除發起組織 「各省諮議局聯合會」外，亦網羅海外及各行各業的代表，齊集北京再度請願，惜遭清廷嚴詞拒絕，並命不得再行請願。
國內第四次請願的代表於1910年將請願書呈資政院，同時各省督撫十餘人紛紛致電清廷，表示同意。清政府宣布把預備立憲縮短三年，改在1913年召開國會，在京請願代表紛紛組織政黨，以謀參政，張審也認為請願目的已達，不再努力。但各省仍致電要求留京代表繼續請願，奉天省派代表赴京支援，其後有零星衝突，清政府取締天津代表溫世霖，將其充軍新疆，激起立憲派與清政府對立。
部份請願代表如湖北諮議局議長湯化龍、湖南議長譚延闓、四川議長蒲殿俊等因為清廷遲遲不召開國會，憤而回省，轉而與革命黨人共商救國大計，立憲派人士紛紛響應革命。
1911年的第一屆內閣竟然是有成員名單中半數為清宗室與滿人，被立憲派譏嘲為「皇族內閣」，對此多感失望不滿，認為清政府實無誠意推行憲政，乃逐漸同情、傾向革命。
是年10月10日，湖北新军发动武昌起义，新政期间建立的新军成为辛亥革命主力之一。在新成立的地方議會中，立憲派既掌握大權，復和地方官及督軍勾結，他們支持革命，此外，在20,000留學生中，很多在回國後也積極投入推翻滿清的革命運動。此外，新軍中的革命分子更是該次革命的發動者。
10月30日，隆裕太后下“罪己诏”；开党禁；答应组织完全内阁，不以亲贵充国务大臣。袁世凱任內閣總理，袁氏率兵入京，並用出征名義，將禁衛軍調出北京，於是滿清皇室命運由袁氏掌握。11月3日，清政府公布了《十九信条》。
1912年1月1日，革命党人在南京成立中華民國臨時政府。袁世凱脅迫清帝退位。2月12日，隆裕太后臨朝稱制，頒布詔書，宣統帝溥儀退位，清朝滅亡。

## 評價
在21世紀，有歷史學者認為清末新政的成果其實被中華民國以確立政權合法性的政治原因而被過度貶低。各省諮議局中的精英，連同回國的留學生，及新軍是後來辛亥革命的主要響應者。中國警察制度是從清末開始發展，民國早年的官僚及國會議員多是清朝已經是各省諮議局中的成員，單靠革命黨單薄之力並不能創建民國初期之政黨政治規模。立憲運動雖然是清廷的緩兵之計，卻普及了民權觀念，推動了民間的自省精神。當時，人們都認為立憲應以人民為主體，各省也自發箝備憲政。
也有學者認為清末“新政”所做的，真正能称上“改革事业”的没有几件，大多數只是在實施戊戌變法提出的內容。“新政”的真正目的并不是改革，而是继续保持专制统治。虽然“新政”也做了一些事情，例如鼓励私人资本办工业、废除科举办学堂、提倡出国留学，和改革军制、建立新军等，但是，坚持独裁专制、腐败卖国的清朝当局，正事也会做歪，好事也会办坏。例如鼓励私人资本，只不过是按照商人投资数额的多少，给以不同的官衔，并没有什么保护私人资本的实际措施。作为“新政”主要内容的组建新军、创办巡警，其真实目的是强化统治人民的机构，镇压国内日益高涨的革命运动。又認為清末“新政”的破产，不是因为改革的幅度过大、速度过快，而是因为改革太晚、太慢、太假了。
林家有教授指出，清廷推行新政，并非要施行民主宪政，因其改革都没有削减到皇帝的權力，只不過是要進行一些適應時代的改革，使清廷的统治更加牢固。清廷在预备立宪的过程中，继续坚持集权满族亲贵，不但没有笼络到人心，反而失去立宪派的支持，令自身愈加孤立。當一个社會非變革不可，而政府主导的改革失败的時候，革命爆发便有了基础。所以，與其說孫中山的革命破壞了清廷的“新政”，毋寧說是清廷“新政”的失败加速了革命進程，導致自身的垮臺。

### 引用
1. ↑   (PDF). 教育部國民及學前教育署. 2014-02  [2023-09-06]. （原始内容存档 (PDF)于2022-07-03）.
2. ↑  施正鋒. . 台灣時報. 2014-10-16  [2023-04-02]. （原始内容存档于2023-04-02）.
3. ↑  侯宜杰. . 人民出版社. 1993 （中文（简体））.
4. ↑  杨度; 丘桑. . 东方出版社. 1998. ISBN 9787506011099 （中文（简体））.
5. ↑  李天成. . 延边人民出版社. 2001. ISBN 9787806483855 （中文（简体））.
6. ↑  . 隐藏的宫廷档案. 北京市档案馆.   [2016-12-23]. （原始内容存档于2016-12-25）.
7. ↑  鸽子. . 民族出版社. 2000. ISBN 9787105038633 （中文（简体））. 至少戴鸿慈为后人留下了一部日记《出使九国日记》，于1906年秋发表。
8. ↑  卞修全. . 中國社会科学出版社. 2003. ISBN 9787500438366 （中文（简体））.
9. ↑  . 上海社会科学院出版社. 2004. ISBN 9787806814994 （中文（简体））.
10. ↑  龙成武. . 中国民主法制出版社. 2011-08-01  [2016-12-23]. ISBN 9787802199095. （原始内容存档于2016-12-23） （中文（简体））.
11. ↑  . 多维新闻网. 2016-10-15  [2016-12-23]. （原始内容存档于2016-12-23）.
12. ↑  李金河. . 中央编译出版社. 2007. ISBN 9787802112940 （中文（简体））.
13. ↑  . 山西敎育出版社. 2003 （中文（简体））.
14. ↑  張海鵬 翟金懿. . 香港: 中華書局（香港）有限公司. 2019. ISBN 978-988-8573-68-4.
15. 1 2 3  陈旭麓. . 生活•读书•新知三联书店. 2018. ISBN 9787108060136 （中文（简体））.
16. ↑  . 不明白播客. 2023-01-27  [2023-06-08]. （原始内容存档于2023-03-29） （美国英语）.
17. ↑  . （原始内容存档于2018-05-07）.
18. ↑  林家有. . 黄花岗杂志. 2010年, (33): 41–42.

### 書目
- Douglas R. Reynolds著，雷頤譯：《新政革命與日本》（南京：江蘇人民出版社，1998）。
- 陈旭麓：《近代中国社会的新陈代谢》（生活•读书•新知三联书店，2018年）。
- 沈家本：《奏刑律分则草案告成由》，中国第一历史档案馆藏，档•法•律例80号。
- 故宫博物院明清档案部编：《清末筹备立宪档案史料》。

## 关联条目
- 资政院
- 立宪运动